# سایره شکیب سادات
سایره شکیب سادات سیاستمدار اهل افغانستان و اولین ولسوال زن (فرماندار) در تاریخ این کشور است. وی به عنوان ولسوال ولسوالی‌های آقچه و خواجه دوکوه ولایت جوزجان منصوب گردید و حالا ولسوال ولسوالی فیض آباد ولایت جوزجان می‌باشد.

## زندگی‌نامه
شکیب سادات در دانشکده زبان و ادبیات دانشگاه جوزجان تحصیل نموده‌است. وی پس از مدت ۲۸ سال فعالیت در ادارات مختلف دولتی و کار در وزارت خارجه افغانستان به عنوان اولین ولسوال زن در تاریخ افغانستان منصوب گردید.